# Fadia Farhani
Fadia Farhani (5 de febrero de 1996) es una deportista tunecina que compite en taekwondo.
Ganó una medalla en el Campeonato Mundial de Taekwondo de 2013, y tres medallas en el Campeonato Africano de Taekwondo entre los años 2014 y 2018. En los Juegos Panafricanos de 2015 consiguió una medalla de plata.

## Palmarés internacional
| Campeonato Mundial  | Campeonato Mundial                | Campeonato Mundial | Campeonato Mundial |
| Año                 | Lugar                             | Medalla            | Categoría          |
| ------------------- | --------------------------------- | ------------------ | ------------------ |
| 2013                | Puebla (México)                   | Medalla de bronce  | –46 kg             |
| Juegos Panafricanos |                                   |                    |                    |
| Año                 | Lugar                             | Medalla            | Categoría          |
| 2015                | Brazzaville (República del Congo) | Medalla de plata   | –46 kg             |
| Campeonato Africano |                                   |                    |                    |
| Año                 | Lugar                             | Medalla            | Categoría          |
| 2014                | Túnez (Túnez)                     | Medalla de oro     | –46 kg             |
| 2016                | Puerto Saíd (Egipto)              | Medalla de oro     | –46 kg             |
| 2018                | Agadir (Marruecos)                | Medalla de bronce  | –46 kg             |